# 小松屋陶器店

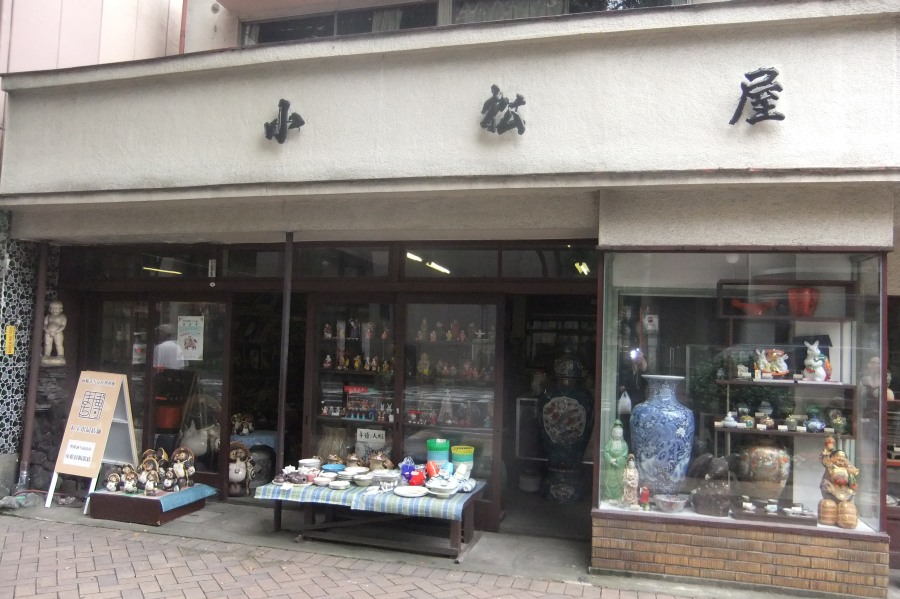
小松屋陶器店 外観

小松屋陶器店（こまつやとうきてん）は群馬県前橋市竪町(現・千代田町二丁目)にあるせともの屋。
江戸時代の宝暦6年（1756年）に創業。歴代当主は陶器商として前橋藩と陶器の取引をしていたと伝わっている。
1945年の前橋空襲では商品のほとんどが焼けるなど甚大な被害を受けた。
小松屋陶器店では日用食器から人間国宝の三代徳田八十吉の作品まで取り扱っていたが、2010年代には低価格で扱いやすい食器類へニーズが変化したことにより売り上げが減少。2016年に、経営者の高齢化・後継者不足のため在庫品がなくなった時点での閉店を決めたが、2020年6月に10代目当主夫妻から次女が店を引き継ぎ、現在は長女と協力して営業を続けている。